# Lychnis
Lychnis es un género de 15 a 25 especies de plantas  de flor en la familia Caryophyllaceae, nativas de Europa, Asia y del norte de África. 

## Descripción
El género Lychnis se encuentra muy próximo (y a veces  incluido en él) a Silene, diferenciándose en: 
- las flores que tienen cinco estilos (tres en Silene),
- la cápsula de las semillas que tiene cinco dientes (seis en Silene),
- los vástagos pegajosos  de Lychnis.

Los nombres comunes incluyen en inglés campion (compartido con Silene) y catchfly, el último nombre basado en los vástagos pegajosos.

## Algunas de las especies
- Lychnis alpina (Atrapa moscas Alpina)
- Lychnis chalcedonica (Cruz de Malta)
- Lychnis cognata
- Lychnis coeli-rosa
- Lychnis coronaria
- Lychnis coronata
- Lychnis flos-cuculi
- Lychnis flos-jovis
- Lychnis fulgens
- Lychnis nivalis
- Lychnis senno
- Lychnis sibirica
- Lychnis sieboldii
- Lychnis viscaria
- Lychnis wilfordii

## Ecología
La Lychnis también es una especie de las mariposas nocturnas Noctuidae. La larva de esta polilla se alimenta en especies de Lychnis, y algunos otros  lepidópteros entre los que se incluye  la polilla de las berzas (registrado en L. chalcedonica), la chi gris y caso-portadores del género Coleophora entre los que se incluyen C. albella (que se alimenta exclusivamente en  L. flos-cuculi) y C. leucapennella.